# Präsidentschaftswahl in Indien 2002
Die Präsidentschaftswahl in Indien 2002 fand am 15. Juli 2002 statt. Es war die zwölfte Wahl des Staatspräsidenten in Indien seit der Unabhängigkeit. Mit großer Mehrheit wurde der parteilose A. P. J. Abdul Kalam gewählt.

## Vorgeschichte
Die Amtszeit des 1997 gewählten Präsidenten K. R. Narayanan (Kongresspartei) ging am 24. Juli 2002 zu Ende. Im Wahlkollegium (Electoral College), das nach der indischen Verfassung den Präsidenten wählt, bestanden zu dieser Zeit keine klaren Mehrheitsverhältnisse. Die BJP mit der von ihr geführten Parteienkoalition der National Democratic Alliance (NDA) hatte jedoch zusammen mit den der Regierung nahestehenden Parteien Telugu Desam, AIADMK, Nationalist Congress Party und Bahujan Samaj Party geringfügig mehr Stimmen als Kongresspartei, Samajwadi Party, Rashtriya Janata Dal, die Linksparteien und andere kleinere Parteien zusammengenommen.
Der mittlerweile 82-jährige Narayanan ließ durchblicken, dass er auch für eine zweite Amtsperiode bereit stünde. Er fand dafür zunächst auch bei der Kongresspartei, den kommunistischen Parteien und einzelnen Politikern, wie dem ehemaligen Premierminister V. P. Singh Unterstützung. Premierminister Vajpayee (BJP) schloss am 30. Mai 2002 öffentlich eine zweite Amtsperiode Narayanans aus. Ein dabei vorgebrachtes Argument war, dass in den letzten 3 Jahrzehnten nie ein Präsident zwei Amtsperioden hintereinander amtiert hatte und Narayan ja schon vor seiner Präsidentschaft von 1992 bis 1997 Vizepräsident gewesen sei. Die Oppositionsparteien und auch Narayanan selbst mutmaßten, dass das BJP-Establishment den wenig geschätzten Dalit-Präsidenten loswerden wollte. Danach brachten sich auf Seiten der NDA verschiedene Politiker als Kandidaten ins Gespräch, so u. a. Farooq Abdullah, der Parteipräsident der National Conference aus Jammu und Kashmir (was auf Widerstand von Shiv Sena stieß), der Gouverneur von Maharashtra P. C. Alexander, als anfänglicher BJP-Kandidat (der von der Kongresspartei abgelehnt wurde), der bisherige Vizepräsident Krishan Kant, der danach zum BJP-Kandidaten wurde, und weitere Personen. Am 10. Juni 2002 teilte Vajpayee der Führerin der Kongresspartei Sonia Gandhi mit, dass die NDA A. P. J. Abdul Kalam zum Kandidaten nominieren wolle. Kalam war parteilos und kein Politiker, sondern Wissenschaftler bzw. Techniker. Er war in der indischen Öffentlichkeit jedoch gut bekannt und populär, da er als Luftfahrt- und Raketentechniker an zentraler Stelle bei der Entwicklung von ballistischen Mittelstreckenraketen, die auch mit Atomsprengköpfen bestückt werden konnten, beigetragen hatte. Er, der „missile man“, galt als Vater des indischen Raketenprogramms.
Der Vorschlag Vajpayees stieß sogleich auf Zustimmung im hindunationalistischen Lager (Sangh Parivar, Shiv Sena, BJP). Am Folgetag nach der Ankündigungs Vajpayees sprachen sich auch Telugu Desam, die Nationalist Congress Party und die Samajwadi Party für Kalam aus. Nach diesen Entwicklungen ließ Präsident Narayanan verlautbaren, dass er keine zweite Amtsperiode mehr anstreben wolle. Am 13. Juni 2002 erklärten auch die mit der Kongresspartei alliierte Rashtriya Janata Dal und die Kongresspartei selbst ihre Unterstützung Kalams.
Die Regierungsparteien forderten die Parteien der Left Front auf, sich hinter den gemeinsamen Konsens-Kandidaten Kalam zu scharen. In einer gemeinsamen Stellungnahme am 12. Juni 2002 erklärten die beiden kommunistischen Parteien CPM und CPI, sowie der Forward Bloc (AIFB) und die RSP, dass sie Abdul Kalam nicht unterstützen wollten. Kalam biete nicht genügend Gewähr, als Hüter der Verfassung aufzutreten; ihm fehle auch die politische Erfahrung. Stattdessen stellten die genannten Parteien am 14. Juni 2002 Lakshmi Sahgal als ihre gemeinsame Kandidatin für die Präsidentschaft der Öffentlichkeit vor. Die schon 87-jährige Sahgal war eine promovierte Ärztin, die zur Zeit Britisch-Indiens an der indischen Befreiungsbewegung teilgenommen hatte und als Frau im militärischen Rang eines Colonel 1943 bis 1945 in der in indischen Befreiungsarmee unter Netaji Subhash Chandra Bose gekämpft hatte bzw. im Sanitätsdienst tätig gewesen war. Nach kurzer Kriegsgefangenschaft hatte sie begonnen, als Ärztin zu praktizieren und hatte sich dabei vor allem für die Minderbemittelten eingesetzt. In ganz Indien genoss sie erhebliches Ansehen. Letztlich wurde Lakshmi Sahgal bei der Wahl durch CPM, CPI, AIFB, RSP sowie durch die Janata Dal (Secular) unterstützt.

## Wahlablauf und -ergebnis
Die Stimmgewichte im Wahlkollegium waren auf Basis der Volkszählung von 1971 festgelegt worden. Das Wahlkollegium bestand aus den 543 gewählten Mitgliedern der Lok Sabha und den 233 indirekt gewählten Mitgliedern der Rajya Sabha, die jeweils ein Stimmgewicht von 708 hatten, während sich das Stimmgewicht der 4.120 Abgeordneten aus den 28 Bundesstaaten und zwei Unionsterritorien Delhi und Pondicherry zwischen 7 (Sikkim) und 208 (Uttar Pradesh) bewegte. Insgesamt umfasste das Wahlkollegium 4.896 Abgeordnete.
Die Ankündigung der Wahltermine erfolgte am 11. Juni 2002. Kandidatenvorschläge konnten bis zum 25. Juni 2002 eingereicht werden. Am 26. Juni 2002 wurde über die Zulassung der nominierten Kandidaten entschieden, die ihre Kandidatur noch bis zum 28. Juni 2002 zurückziehen konnten. Nur Kalam und Sahgal wurden zur Wahl zugelassen, da alle anderen Kandidatennominierungen formale Fehler aufwiesen (z. B. Nicht-Bezahlung der Gebühr, Nicht-Beglaubigung, keine ausreichende Zahl von Unterstützern etc.). Die Wahl fand am 15. Juli 2002 statt und am 18. Juli 2002 erfolgte die Stimmenauszählung.
4.785 Abgeordnete gaben ihre Stimme ab, was einer Wahlbeteiligung von 97,7 % entsprach. 174 Stimmen (0,6 %) waren ungültig.

Mehrheiten nach Bundesstaaten:

Die Wahl wurde erwartungsgemäß von Kalam mit weitem Vorsprung gewonnen. Kalam erhielt 922.884 gewichtete Stimmen (89,58 %) von 1.030.250 und Sahgal erhielt 107.366 (10,42 %). Kalam bekam in allen Bundesstaaten und Unionsterritorien außer Westbengalen und Tripura die Stimmenmehrheit. Sahgal erhielt in 6 Staaten – Haryana, Arunachal Pradesh, Chhattisgarh, Mizoram, Nagaland und Sikkim – und dem Unionsterritorium Pondicherry keine einzige Stimme, konnte aber in den 3 Staaten Westbengalen, Kerala und Tripura, den Hochburgen der Kommunisten, praktisch alle Stimmen der Parteien gewinnen, die zugesagt hatten, sie zu unterstützen. Insgesamt erhielt sie etwa 17.000 gewichtete Stimmen mehr, als rein numerisch von den sie unterstützenden Parteien zu erwarten gewesen wären.
Wegen der relativ hohen Zahl der ungültigen Stimmen (alleine 42 aus Lok Sabha und Rajya Sabha) wurde spekuliert, dass dies ein Ausdruck der Unzufriedenheit mit dem Kandidaten innerhalb des NDA-Parteienbündnisses gewesen sei. Abdul Kalam sei der ideologischen Fraktion innerhalb der BJP zu gemäßigt erschienen und diese habe aus Protest ungültig abgestimmt.
Die folgende Tabelle zeigt die Ergebnisse nach Bundesstaaten.
| Abgeordnete               | Abgeordnete | Stimm- gewicht | Stimmen (gesamt) | Gewichtete Stimmen (gesamt) | Stimmen für Abdul Kalam | Stimmen für Abdul Kalam | Stimmen für Lakshmi Sahgal | Stimmen für Lakshmi Sahgal | Ungültige Stimmen | Ungültige Stimmen | Gültige Stimmen | Gültige Stimmen |
| Parlament                 | Zahl        | Stimm- gewicht | Stimmen (gesamt) | Gewichtete Stimmen (gesamt) | Zahl                    | gewichtet               | Zahl                       | gewichtet                  | Zahl              | gewichtet         | Zahl            | gewichtet       |
| ------------------------- | ----------- | -------------- | ---------------- | --------------------------- | ----------------------- | ----------------------- | -------------------------- | -------------------------- | ----------------- | ----------------- | --------------- | --------------- |
| Lok Sabha und Rajya Sabha | 776         | 708            | 760              | 538.080                     | 638                     | 451.704                 | 80                         | 56.640                     | 42                | 29.736            | 718             | 508.344         |
| Andhra Pradesh            | 294         | 148            | 283              | 41.884                      | 264                     | 39.072                  | 2                          | 296                        | 17                | 2.516             | 266             | 39.368          |
| Arunachal Pradesh         | 60          | 8              | 57               | 456                         | 57                      | 456                     | 0                          | 0                          | 0                 | 0                 | 57              | 456             |
| Assam                     | 126         | 116            | 119              | 13.804                      | 113                     | 13.108                  | 1                          | 116                        | 5                 | 580               | 114             | 13.224          |
| Bihar                     | 243         | 173            | 234              | 40.482                      | 215                     | 37.195                  | 17                         | 2.941                      | 2                 | 346               | 232             | 40.136          |
| Chhattisgarh              | 90          | 129            | 90               | 11.610                      | 85                      | 10.965                  | 0                          | 0                          | 5                 | 645               | 85              | 10.965          |
| Goa                       | 40          | 20             | 39               | 780                         | 34                      | 680                     | 3                          | 60                         | 2                 | 40                | 37              | 740             |
| Gujarat                   | 182         | 147            | 179              | 26.313                      | 174                     | 25.578                  | 2                          | 294                        | 3                 | 441               | 176             | 25.872          |
| Haryana                   | 90          | 112            | 86               | 9.632                       | 86                      | 9.632                   | 0                          | 0                          | 0                 | 0                 | 86              | 9.632           |
| Himachal Pradesh          | 68          | 51             | 64               | 3.264                       | 62                      | 3.162                   | 1                          | 51                         | 1                 | 51                | 63              | 3.213           |
| Jammu und Kashmir         | 87          | 72             | 78               | 5.616                       | 72                      | 5.184                   | 2                          | 144                        | 4                 | 288               | 74              | 5.328           |
| Jharkhand                 | 81          | 176            | 79               | 13.904                      | 74                      | 13.024                  | 5                          | 880                        | 0                 | 0                 | 79              | 13.904          |
| Karnataka                 | 224         | 131            | 220              | 28.820                      | 202                     | 26.462                  | 13                         | 1.703                      | 5                 | 655               | 215             | 28.165          |
| Kerala                    | 140         | 152            | 138              | 20.976                      | 97                      | 14.744                  | 39                         | 5.928                      | 2                 | 304               | 136             | 20.672          |
| Madhya Pradesh            | 230         | 131            | 229              | 29.999                      | 216                     | 28.296                  | 2                          | 262                        | 11                | 1.441             | 218             | 28.558          |
| Maharashtra               | 288         | 175            | 280              | 49.000                      | 264                     | 46.200                  | 9                          | 1.575                      | 7                 | 1.225             | 273             | 47.775          |
| Manipur                   | 60          | 18             | 58               | 1.044                       | 50                      | 900                     | 4                          | 72                         | 4                 | 72                | 54              | 972             |
| Meghalaya                 | 60          | 17             | 56               | 952                         | 53                      | 901                     | 1                          | 17                         | 2                 | 34                | 54              | 918             |
| Mizoram                   | 40          | 8              | 40               | 320                         | 40                      | 320                     | 0                          | 0                          | 0                 | 0                 | 42              | 320             |
| Nagaland                  | 60          | 9              | 60               | 540                         | 54                      | 486                     | 0                          | 0                          | 6                 | 54                | 54              | 486             |
| Orissa                    | 147         | 149            | 146              | 21.754                      | 130                     | 19.370                  | 12                         | 1.788                      | 4                 | 596               | 142             | 21.158          |
| Punjab                    | 117         | 116            | 110              | 12.760                      | 87                      | 10.092                  | 9                          | 1.044                      | 14                | 1.624             | 96              | 1.1136          |
| Rajasthan                 | 200         | 129            | 197              | 25.413                      | 189                     | 24.381                  | 2                          | 258                        | 6                 | 774               | 191             | 24.639          |
| Sikkim                    | 32          | 7              | 32               | 224                         | 30                      | 210                     | 0                          | 0                          | 2                 | 14                | 30              | 210             |
| Tamil Nadu                | 234         | 176            | 233              | 41.111                      | 217                     | 38.192                  | 10                         | 1.760                      | 6                 | 1.056             | 227             | 39.952          |
| Tripura                   | 60          | 26             | 60               | 1.560                       | 17                      | 442                     | 41                         | 1.066                      | 2                 | 52                | 58              | 1.508           |
| Uttaranchal               | 70          | 64             | 69               | 4.416                       | 63                      | 4.032                   | 3                          | 192                        | 3                 | 192               | 66              | 4.224           |
| Uttar Pradesh             | 403         | 208            | 397              | 82.576                      | 386                     | 80.288                  | 2                          | 416                        | 9                 | 1.872             | 388             | 80.704          |
| Westbengalen              | 294         | 151            | 292              | 44.092                      | 90                      | 13.590                  | 197                        | 29.747                     | 5                 | 755               | 287             | 43.337          |
| Delhi                     | 70          | 58             | 70               | 4.060                       | 65                      | 3.770                   | 2                          | 116                        | 3                 | 174               | 67              | 3.886           |
| Pondicherry               | 30          | 16             | 30               | 480                         | 28                      | 448                     | 0                          | 0                          | 2                 | 32                | 28              | 448             |
| GESAMT                    | 4.896       |                | 4.785            | 1.075.819                   | 4.152                   | 922.884                 | 459                        | 107.366                    | 174               | 45.569            | 4.611           | 1.030.250       |

Abdul Kalam wurde am 18. Juli 2002 für gewählt erklärt und trat sein Amt als Präsident am 25. Juli 2002 an.